# Turbohélice

Funcionamiento de un motor turbohélice.

Un turbohélice es un tipo de motor de turbina de gas que mueve una hélice. Comparado con un turborreactor, los gases de escape apenas contienen energía para producir un empuje significativo. En su lugar, se utilizan para mover una hélice conectada a un eje. Aproximadamente un 90 % del empuje es producido por la hélice y el 10 % restante por los gases de escape.
El turbohélice es un punto intermedio entre el motor alternativo y el turborreactor. Sus condiciones de operación óptimas son entre 400 y 640 km/h y entre 5400 y 9000 m. Su consumo específico de combustible mínimo se encuentra a una altitud entre 7600 m y la tropopausa. Generalmente necesita unos dos tercios del combustible usado por un turborreactor por pasajero.
Por este motivo, se usan principalmente en pequeños y medianos aviones subsónicos, aunque algunas aeronaves más grandes como el Airbus A400M también están equipados con turbohélices.
El motor de este tipo más potente del mundo es el Kuznetsov NK-12MA, que produce 11.180 kW (15.000 HP). Solo el Europrop TP400 se le acerca.

## Clasificación

### Eje único
En los turbohélices de eje único, la hélice está conectada al mismo eje que la turbina a través de un engranaje reductor, debido a que su rendimiento máximo se consigue a una velocidad de rotación muy inferior a la del motor.
Un importante requisito de este tipo de turbohélice es que el paso de la hélice tiene que poder regularse de forma precisa (entre 8.º y 12.º) antes del arranque del motor para disminuir la energía necesaria para moverla.

### Turbina libre
En los turbohélices de turbina libre existen al menos dos turbinas: una conectada a la hélice y otra al compresor. Esta última gira a una velocidad casi constante, independientemente del paso de la hélice y su velocidad, mientras que la primera tiene su propio engranaje reductor.
La principal ventaja de la turbina libre es que reduce la carga de par motor durante el arranque del motor, puesto que no es necesario mover la hélice y los engranajes reductores, sino únicamente la turbina y el compresor.

## Comparación con el turborreactor
Los turbohélice tienen algunas ventajas respecto a los turborreactores:
- La potencia disponible es en gran medida independiente de la velocidad de avance de la aeronave, obteniendo más potencia en la fase inicial del despegue.
- Se produce un fenómeno de rebufo o soplado tras la hélice que mejora la eficiencia del timón de profundidad y del timón de dirección a bajas velocidades.
- Son más eficientes a altitudes bajas y medias y a baja velocidad, consumiendo aproximadamente un tercio menos de combustible por pasajero.
- Responden de manera más rápida a las variaciones de potencia.
- Pueden operar en pistas más cortas.

Sin embargo, tienen también algunos inconvenientes:
- No son eficientes a velocidades altas (más de 830–900 km/h).
- Poseen un techo de operación mucho más bajo, lo que reduce la velocidad con respecto al suelo.

## Lista de algunos motores turbohélice
- Allison T56
- Dongan WJ5
- Garrett TPE331
- General Electric GE38
- General Electric T31
- Pratt & Whitney Canada PT6
- Rolls Royce Dart
- Rolls Royce Trent (turbohélice)
- Rolls-Royce AE 2100
- Walter M601